# Tout le bonheur du monde (film)
Pour les articles homonymes, voir Tout le bonheur du monde.
Pour plus de détails, voir Fiche technique et Distribution.
Tout le bonheur du monde (Yo soy la felicidad de este mundo)  est un film mexicain dramatique réalisé par Julián Hernández, sorti en 2014.

## Synopsis
Emiliano est un réalisateur de films. Il préfère voir la vie à travers sa caméra, et filmer le monde comme il voudrait qu'il soit. Il se met à suivre un beau danseur.

## Fiche technique
- Titre : Tout le bonheur du monde
- Titre original : Yo soy la felicidad de este mundo
- Titre anglais : I am Happiness on Earth
- Réalisation : Julián Hernández
- Scénario : Julián Hernández et Ulises Pérez Mancilla
- Photographie : Alejandro Cantú
- Montage : Emiliano Arenales Osorio et Adriana Martínez
- Musique : Arturo Villela
- Production : Mil Nubes Cine
- Pays d’origine :  Mexique
- Langue : espagnol
- Durée : 122 min
- Date de sortie :
  - Italie : 4 mai 2014 (Festival du film Lovers, Turin)
  - Mexique : 20 octobre 2014 (Festival international du film de Morelia)
  - France : 30 novembre 2014 (Chéries-Chéris)

## Distribution
- Hugo Catalán : Emiliano
- Gabino Rodríguez : Andrés
- Andrea Portal : Sunny
- Emilio von Sternerfels : Jazen
- Iván Álvarez : Milton
- Rocío Reyes : María
- Gerardo Del Razo : Jonas
- Gloria Contreras : elle-même
- Aladino R. Blanca : lui-même

## Accueil critique
Pour The Los Angeles Times, « Alternativement sexy et exaspérant, hypnotique et confus, ce film mexicain est un film d'art destiné aux spectateurs patient, aventureux et, soyons honnête, indulgent ».
Pour The New York Times, « il n'y a pas beaucoup de bonheur, du moins pas dans les accouplements en duo ou trio maussades et sexuellement explicites des hommes et des femmes du film. Si l'on s'accroche, le lent I Am Happiness peut apprendre à apprécier son flux continu, plat et onirique ».
Pour The Hollywood Reporter, « Les meilleures scènes sont les séquences de danse, qui capturent le sens tactile des corps en mouvement ».

## Distinctions

### Nominations
- Chéries-Chéris 2014 : film nommé au prix du meilleur film[4]
- Festival international du film de Hermosillo : film nommé au prix du meilleur film mexicain[4]
- Prix Canacine 2017 : Julián Hernández nommé au prix du meilleur réalisateur[4]